# Raión de Grigoripolískaya
El Raión de Grigoripolískaya (en ruso: Григориполисский район) fue una unidad territorial y administrativa del óblast del Sudeste y el krai del Cáucaso Norte de la RSFSR de la Unión Soviética entre 1924 y 1929, con centro administrativo en Grigoripolískaya.

## Historia
El raión de Grigoripolískaya se formó el 19 de julio de 1924 como parte del ókrug de Armavir del óblast del Sudeste. El 16 de octubre de 1924, el óblast se transformó en el krai del Cáucaso Norte.
A principios de 1925, el raión incluía 5 selsoviets: Novomijailovski, Otrado-Kubanski, Otrado-Olguinski, Tisiachni y Feldmarshalski.
El 6 de noviembre de 1929 se abolió el raión. Al mismo tiempo, los selsoviet Grigoripoliski y Feldmarshalski fueron trasladados al raión de Novoaleksándrovsk, y los selsoviets Novomijailovski, Otrado-Kubanski, Otrado-Olguinsky y Tisiachny, al raión de Kropotkin.